# 古賀磯次
古賀 磯次（こが いそじ，1934年11月6日 - 2009年5月22日）は、20世紀から21世紀の初頭期にかけて活動した日本のヤクザ。福岡県久留米市を本拠地とする指定暴力団道仁会の初代会長。

## 来歴
10人兄弟の五男として福岡県小郡市の地主農家に出生。市内味坂小学校から宝城中学校を卒業後、時の名門高校久留米商業に進学。在学中には柔道部に所属し、1952年（昭和27年）にはインターハイで団体優勝。同年に両親と死別している。高校卒業と当時に学校推薦によりほぼ無試験かつ無条件で久留米信用金庫の本店預金課に就職するも、それからおおよそ2年間ほどで依願退職し、小郡で飲食店を経営していた世利喜三郎という名の博徒の部屋住みとしてヤクザの経歴を始動した。
1971年（昭和46年）に暴力団組織4団体を糾合したうえで道仁会を結成し、その会長に自ら就任。それからおおよそ20年間にわたりこの組織の首領の座にあった。その結成からというもの著しい好戦性、反権力性および反警察的色彩の濃さを特色としてきた道仁会は、そうしたことから県警の取り締まりを重点的に受けることとなり、その首領であった古賀は、その結成からの大半の年月を刑務所の内に過ごすこととなった。会長の座を松尾誠次郎に禅譲した1992年（平成4年）に現役を退き、2009年（平成21年）に久留米市内の病院で死去。74歳であった。